# Xuanwu (divinità)

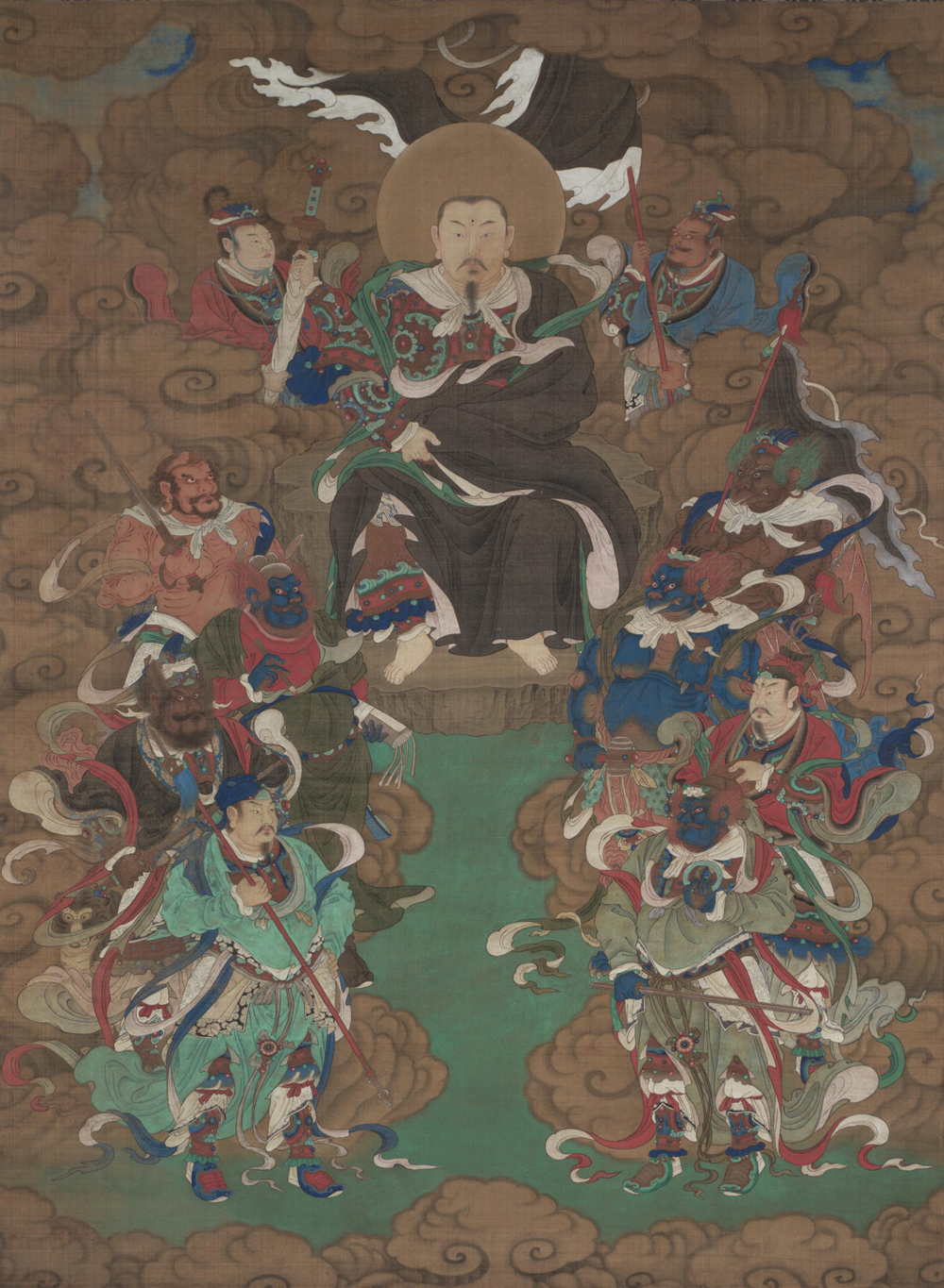
Un dipinto Ming di Xuanwu nella sua posizione di Xuantian Shangdi (Imperatore supremo del Cielo Oscuro), seduto su un trono di roccia tra le nuvole circondato da assistenti e marescialli divini.

Xuanwu (cinese: 玄武S) o Xuandi (玄帝S, XuándìP), noto anche come Zhenwu (真武S) o Zhenwudadi (真武大帝S, lett. "Imperatore Zhenwu"), Hyeon-jeon Sang-je o Hyŏn-jǒn Sang-je in coreano (현천상제 o 玄天上帝), è una divinità nella religione cinese e una delle divinità di rango superiore nel Taoismo. È venerato come un dio potente, capace di controllare gli elementi e di grande magia. È identificato come il dio del nord Heidi (黑帝S, lett. "Imperatore Nero") ed è particolarmente venerato dagli artisti marziali. È il dio protettore di Hebei, Henan, della Manciuria e della Mongolia. Poiché molti cinesi Han (attuali cantonesi e fujianesi) emigrarono nel sud da Hebei e Henan durante l'era Tang e Song, Xuanwu è anche ampiamente venerato nelle province di Guangdong, Guangxi e Fujian, oltre che tra i cinesi espatriati oltreoceano.
Dal momento che l'usurpante imperatore Yongle della dinastia Ming rivendicò l'aiuto di Xuanwu durante la sua fortunata campagna Jingnan contro il nipote Jianwen, fece costruire monasteri taoisti nelle montagne Wudang di Hubei dove Xuanwu avrebbe raggiunto l'immortalità.

## Il culto di Xuanwu

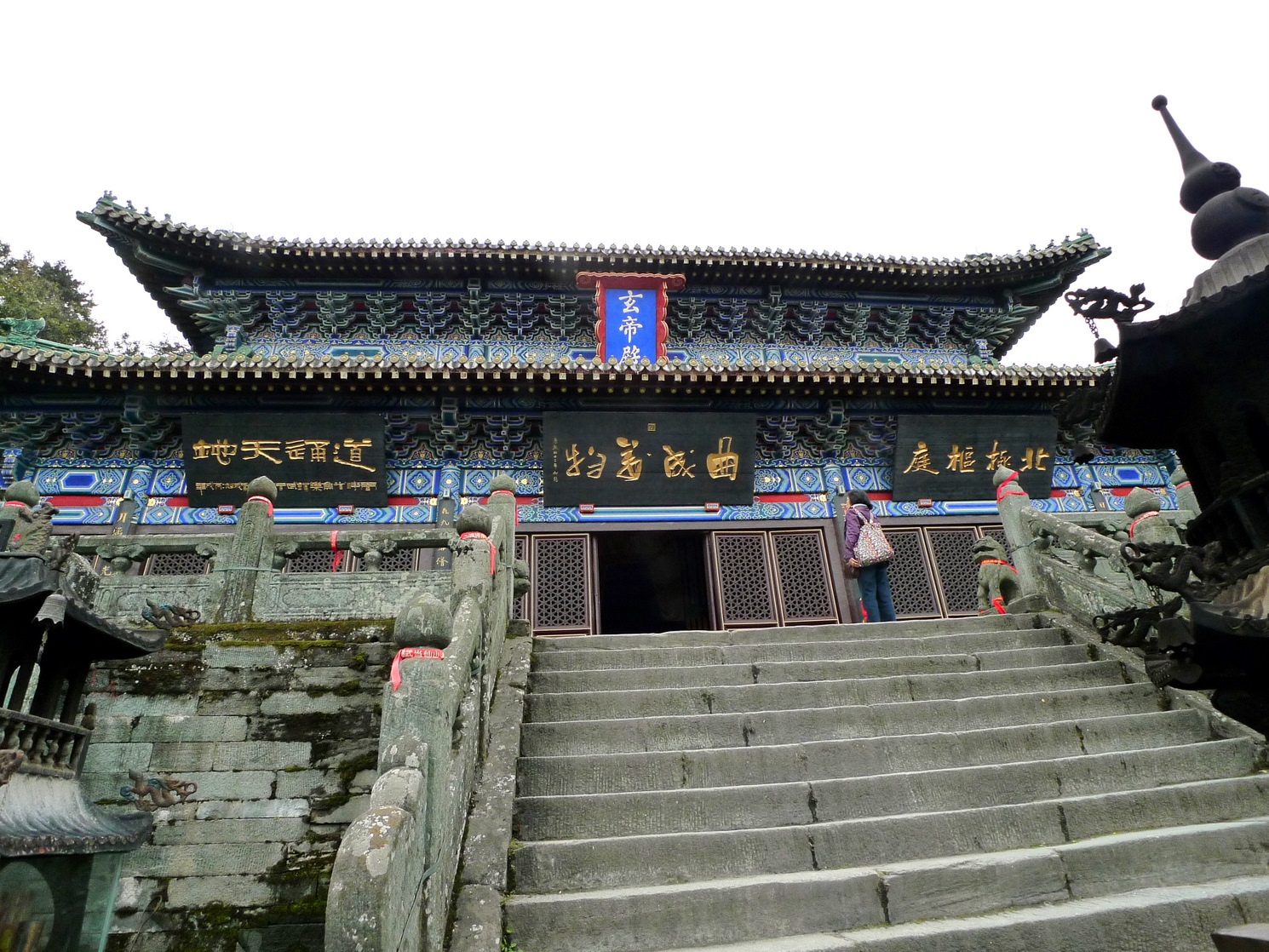
Tempio della Divinità Oscura (玄帝殿) nei Monti Wudang.

### Raffigurazione
Xuanwu è ritratto come un guerriero in vesti imperiali di colore scuro, con la mano sinistra che regge il "sigillo delle tre montagne", un po' 'simile al sigillo della mano di Guan Yu, mentre la sua mano destra tiene una spada che si dice appartenga a Lü Dongbin, uno degli Otto Immortali.
Secondo il mito, Xuanwu prese in prestito la spada da Lü Dongbin per sottomettere un demone particolarmente forte e, dopo aver avuto successo, si rifiutò di riportarla indietro dopo averne apprezzato il potere. La spada stessa tornerebbe magicamente al suo proprietario se Xuanwu la rilasciasse e pertanto lui la brandisce sempre onde non perderla. Tuttavia, essendo il culto di Xuanwu storicamente più antico del culto di Lü Dongbin questo mito è oggetto di forti sospetti.
Di solito è seduto su un trono con il piede destro che fa un passo sul serpente e la gamba sinistra che si estende sulla tartaruga. Il suo viso è di solito rosso con occhi sporgenti. Il suo compleanno è celebrato il terzo giorno del terzo mese lunare.

### Culto in Indonesia
In Indonesia, quasi tutti i templi taoisti dispongono di un altare per Xuantian Shangdi. La storia afferma che il primo tempio ove fu adorato era a Welahan, vicino Jepara (Giava Centrale). Templi costruiti in suo onore sono il tempio di Gerajen e di Bugangan, a Semarang. Il suo festival viene celebrato ogni anno il 25 ° giorno del 2 ° mese del calendario cinese. Gli adoratori di Chen Fu Zhen Ren, in particolare nel tempio Tik Liong Tian, Rogojampi, Reggenza di Banyuwangi (Giava Orientale), credono che Xuantian Shangdi sia la loro divinità protettrice e pertanto hanno messo il suo altare sul lato destro dell'altare di Chen Fu Zhen Ren, nella stanza centrale del tempio, riservata alla divinità principale.

### Culto in Tailandia
Xuanwu è conosciuto tra i thailandesi come Chao Pho Suea (Dio tigre) o Tua Lao Aie ( 大老爷  "Grande divinità") secondo il dialetto teochew . Ci sono molti santuari che lo adorano nel paese tra cui il famoso santuario di Bangkok, San Chao Pho Suea, vicino a la Grande Piscina e Sam Phraeng. Questo santuario è molto venerato sia dai thailandesi sia dai cinesi locali, in particolare durante il capodanno cinese.

## Xuanwu nella mitologia cinese

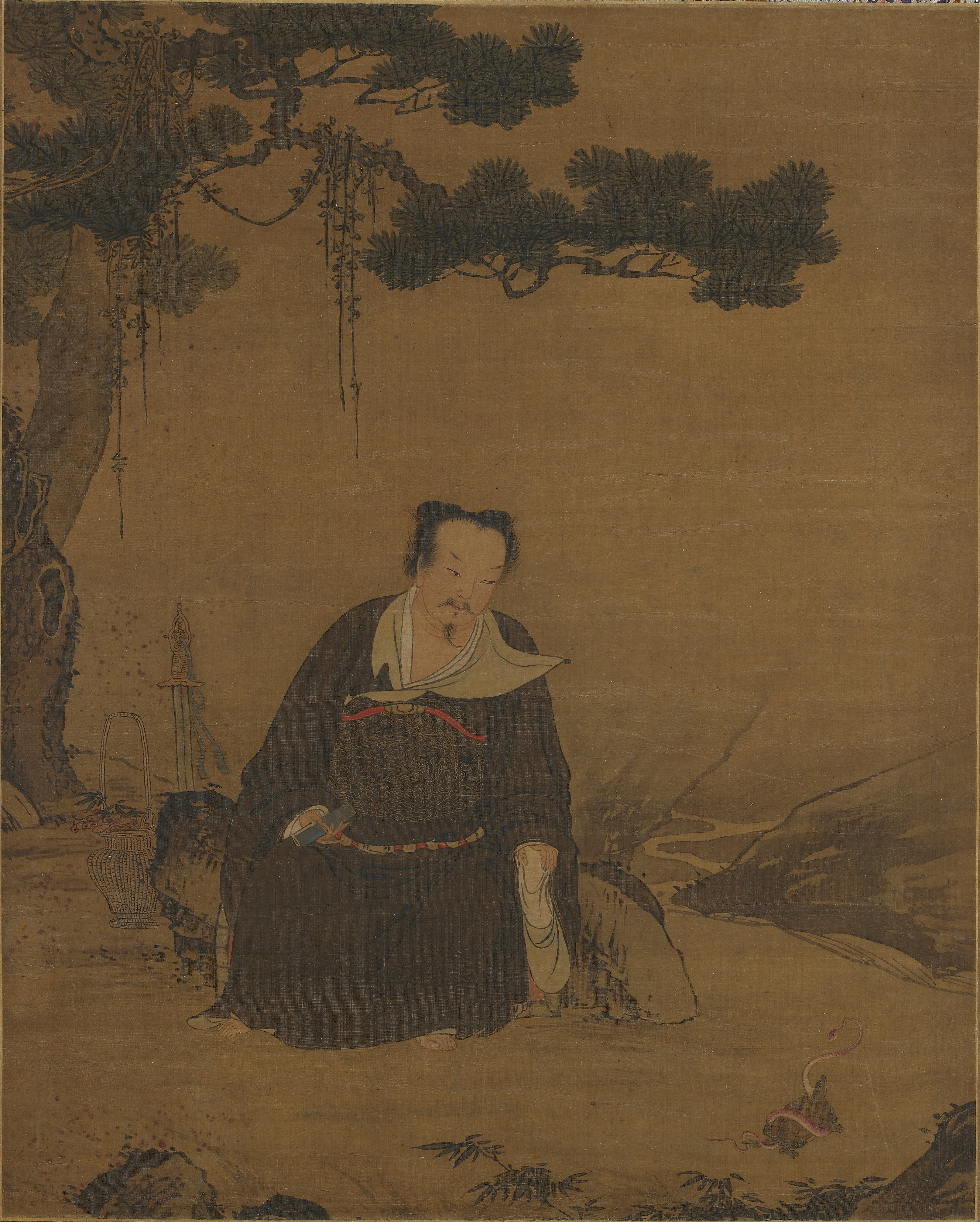
Un dipinto Ming di Xuanwu - Freer Gallery of Art.

### La storia originale
Secondo una storia, Xuanwu era originariamente un principe di Jing Le, nel nord di Hebei, al tempo dell'Imperatore Giallo. Mentre cresceva, sentiva il dolore e la sofferenza della vita della gente comune e voleva ritirarsi su una montagna remota per la coltivazione del Tao.

### La tradizione Qing
Secondo una differente versione, Xuanwu era un macellaio che aveva ucciso molti animali senza risentimenti. Col passare dei giorni, provò però rimorso per i suoi peccati e si pentì immediatamente rinunciando alla macelleria e si ritirò su una montagna remota per la coltivazione del Tao.
Un giorno, mentre puliva i vestiti macchiati di sangue di una donna che aveva assistito in traviglio lungo un fiume, le parole "Oscura (o misteriosa) Divinità Celeste" ( 玄天上帝 Xuántiān Shàngdì ) gli apparvero davanti. La donna in travaglio si rivelò essere una manifestazione terrena della dea Guanyin. Per riscattare i suoi peccati, Xuanwu si strappò le viscere e le lavò nel fiume che divenne allora scuro e torbido salvo poi tornare chiaro e pulito.
Sfortunatamente, Xuanwu perse il suo stomaco e l'intestino nelle acque, ritrovandosi in punto di morte. L'imperatore di giada, commosso dalla sua sincerità e determinazione a cancellare i propri peccati, lo assunse in cielo rendendolo un immortale con il titolo di Xuántiān Shàngdì.
Dopo l'ascensione di Xuanwu, il suo stomaco ed il suo intestino assorbirono l'essenza della terra e si trasformarono in una tartaruga demoniaca e un serpente demoniaco che iniziarono ad aggredire gli uomini senza che alcuno riuscisse a fermarli. Xuanwu tornò dunque sulla terra per sottomettere i suoi organi mutatisi in mostri e ne fece i suoi mezzi di trasporto.

### Generali Wan Gong e Wan Ma

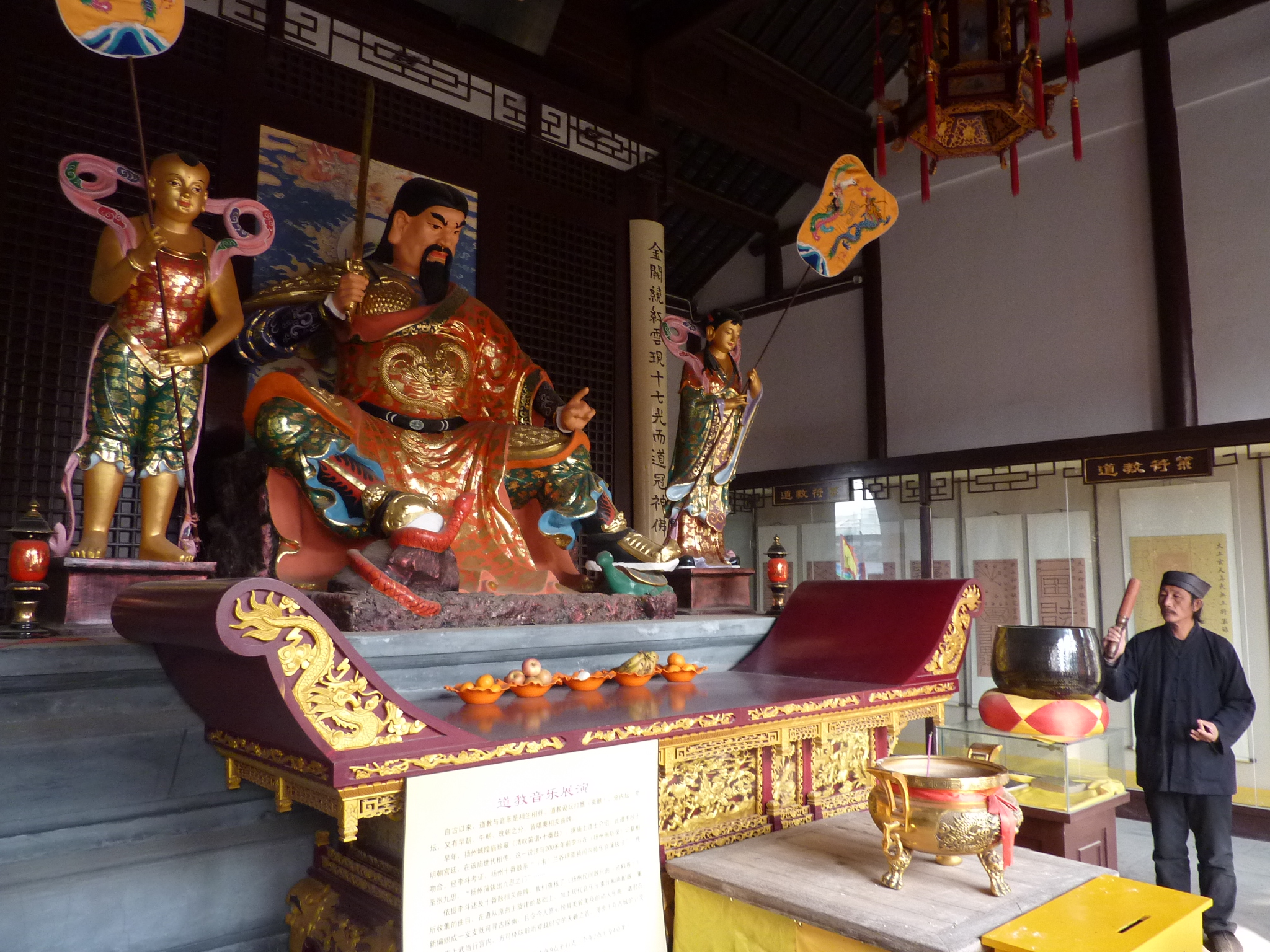
Zhenwu (Xuanwu) con i due generali e le figure di serpente e tartaruga ai suoi piedi, nel tempio Wudang di Yangzhou.

A volte Xuanwu è ritratto con due attendenti ai suoi piedi, noti come il generale Wan Gong ( 萬公  ) e il generale Wan Ma ( 萬媽  ). I due generali sono divinità minori che presiedono questioni terrene quali la nascita dei bambini, i farmaci, le questioni familiari e la consultazione del fengshui.

## Nella cultura di massa
- Nel romanzo classico Viaggio in Occidente, Xuanwu era un re del nord che aveva sotto di sé due generali, un "Generale tartaruga" e un "Generale serpente". Questo re aveva un tempio sulle montagne Wudang a Hubei, quindi vi è un Monte Tartaruga e un Monte Serpente sui lati opposti di un fiume a Wuhan, la capitale di Hubei.
- In tempi recenti, Xuanwu è un personaggio centrale nella popolare serie fantasy urbana di Kylie Chan: le trilogie Dark Heavens, Journey to Wudang e Celestial Battle.